# Višinsko krmilo
Višinsko krmilo (ang. elevator) je aerodinamična krmilna površina za krmiljenje letala (ali drugega zrakoplova) po višini - okrog lateralne (prečne) osi. Po navadi je nameščeno na repu zrakoplova. Obstaja več izvedb: 
- fiksni horizontalni stabilizator, pri katerem se zadnji del (višinsko krmilo) premika
- povsem leteči rep - stabilator, pri katerem se premika celotna horizontalna površina
- elevon - krmilna površina, ki lahko deluje kot višinsko krmilo ali pa kot krilca
- V-rep, tudi ruddervator - krmilna površina, ki lahko deluje kot višinsko krmilo ali pa smerno krmilo

Višinsko krmilo se upravlja s krmilno palico. Če pilot potegne palico k sebi, se višinsko krmilo pomakne navzgor, rep letala se spusti, nos letala pa se dvigne. Če pa pilot potisne palico od sebe, se se višinsko krmilo pomakne navzdol, rep se dvigne, nos letala pa se spusti.
Horizontalni stabilizator po navadi ustvarja majhno silo navzdol - s tem se poveča stabilnost, vendar pa mora glavno krilo tako proizvajati več vzgona.
Višinsko krmilo ima po navadi manjšo aerodinamično površino, ki služi trimanju. Npr., ko se hitrost in parametri leta spreminjajo, bi bilo potrebno za želeno pozicijo po višini vzdrževati konstanten pritisk na krmilno palico. S trimanjem se lahko nevtralizira te sile.